# Rybia łuska nabyta
Rybia łuska nabyta (łac. ichtyosis acquisita) - należy do zespołów paraneoplastycznych. Charakteryzuje się uogólnionym nadmiernym rogowaceniem z towarzyszącym tworzeniem się rybopodobnych łusek na skórze. Pojawia się w starszym wieku. Nasilenie zmian koreluje dodatnio z rozwojem nowotworu. Często towarzyszy nowotworom narządów wewnętrznych (m.in. rak płuca) oraz chorobie Hodgkina.

Przeczytaj ostrzeżenie dotyczące informacji medycznych i pokrewnych zamieszczonych w Wikipedii.